# Marina Ginestà
Marina Ginestà Coloma (Toulouse, 29 de enero de 1919 - París, 6 de enero de 2014) fue una periodista y militante comunista durante la Segunda República y la Guerra Civil Española.
Marina Ginestà adquirió notoriedad por la fotografía que el 21 de julio de 1936 le tomó el fotógrafo alemán Hans Gutmann (Juan Guzmán) en la terraza del Hotel Colón de Barcelona, cuando contaba apenas con 17 años de edad. Esta foto se convirtió en uno de los iconos gráficos de la Guerra Civil. Durante la contienda trabajó como periodista de varios medios de comunicación republicanos, así como de mecanógrafa y como intérprete del corresponsal del diario soviético Pravda, Mijaíl Koltsov.

## Biografía

### Primeros años
Marina Ginestà Coloma nació el 29 de enero de 1919 en Toulouse (Francia), en el seno de una familia obrera de larga trayectoria reivindicativa y de izquierdas que había emigrado a Francia desde España. Sus padres eran dos sastres comunistas españoles: Empar (Amparo) Coloma Chalmeta, de Valencia, y Bruno Ginestà Manubens, natural de Manresa. Era la más pequeña de los dos hijos que tuvo el matrimonio Ginestà-Coloma —su hermano Albert había nacido, también en Toulouse, el 6 de enero de 1916—. Su abuela materna, Micaela Chalmeta, militante socialista, fue una pionera del feminismo y del cooperativismo en Cataluña y participó en los sucesos de la Semana Trágica de 1909. Su abuelo paterno, Joan Coloma, también se destacó en el mundo cooperativo catalán y fue militante de la sección catalana del PSOE.
En 1928 la familia volvió a España y se asentó en Barcelona. Su compromiso político fue intenso durante los años previos a la instauración de la Segunda República y sobre todo durante ésta. Bruno Ginestà y Empar Coloma militaron en la Federación Comunista Catalano-Balear (FCCB) del Partido Comunista de España (PCE), pero se mantuvieron fieles al PCE cuando ésta abandonó su disciplina. El padre de Marina fue detenido en 1930 por desertar del ejército. Activo también en el movimiento cooperativista, en 1934 formaba parte de la Cooperativa de Camisería y Confección. También militaba en la Unión General de Trabajadores (UGT) y durante la Guerra Civil fue el secretario del comité regional de enlace entre la CNT y la UGT en Cataluña —la UGT estaba en Cataluña controlada por el Partit Socialista Unificat de Catalunya, PSUC—. Su madre también fue muy activa en el movimiento cooperativista, siguiendo la trayectoria de su madre, Micaela Chalmenta —Empar Coloma fue una de las integrantes más activas de la Agrupación Femenina de Propaganda Cooperatista, creada en 1932-. En 1933 formó parte de la candidatura del Partido Comunista de Cataluña (PCC) —la rama catalana del PCE, creada como tal en 1932— por Barcelona ciudad en las elecciones legislativas de ese año, y, al año siguiente, de la candidatura por Barcelona del PCC en las elecciones municipales —compartió candidatura en ambas elecciones con figuras posteriormente tan relevantes como Lina Odena y con dirigentes del comunismo "ortodoxo" catalán como José del Barrio, Hilario Arlandis o Antonio Sesé—, sin resultar elegida en ninguno de los comicios. Perteneció también al Socorro Rojo Internacional. Tanto Empar Coloma como su madre, Micaela Chalmeta, se significaron en la promoción del papel de la mujer en las luchas sociales de la época. El tío materno de Marina, Joan Coloma Chalmeta, también muy activo en el cooperativismo —en 1920 fundó Acción Cooperativista, el órgano de expresión de la Federación Regional de Cooperativas de Cataluña, del que fue primer director—, fue dirigente de la Unió Socialista de Catalunya y de la UGT catalana durante el periodo republicano y militó posteriormente en el PSUC, hasta su muerte en 1937. Durante el periodo republicano, Marina y su hermano Albert se afiliaron a las juventudes del PCC. De hecho, Albert fue detenido en 1933 por difundir propaganda comunista y nuevamente en 1935 —fue juzgado en enero de 1936 y absuelto—.

### Guerra Civil Española
El compromiso político de Ginestà en los años previos al estallido de la Guerra Civil Española era ya intenso. En febrero de 1936 se publicó una foto en la prensa en la que aparecía en la cabecera de una manifestación, junto con otros jóvenes comunistas, celebrando la liberación de Companys del penal del Puerto de Santa María. En ella aparecía junto a Ramón Mercader, también militante de las juventudes comunistas y futuro asesino de Trotski, con el que había tenido un breve romance el año anterior, antes de que Mercader fuese encarcelado por su militancia comunista —en aquella época se le consideraba un mujeriego—.
En abril de ese año, se convirtió en militante de las Juventudes Socialistas Unificadas de Cataluña (JSUC) —formada por la fusión de las organizaciones juveniles comunistas y socialistas de Cataluña—. Junto a otros compañeros de las JSUC, colaboró como traductora de francés en la organización de la llamada Olimpiada Popular, evento multideportivo que iba a celebrarse en Barcelona en julio como respuesta a los Juegos Olímpicos de Berlín. El evento no llegó a celebrarse porque en la madrugada del 19 de julio se produjo la sublevación de parte de la guarnición barcelonesa. En el curso de los combates algunas de las fuerzas sublevadas se atrincheraron en el Hotel Colón de la plaza de Cataluña. Tras su rendición, ese mismo día, las JSUC se incautaron del edificio, que posteriormente se convirtió en centro de reclutamiento y en sede del Partido Socialista Unificado de Cataluña —PSUC, creado días después, el 23 de julio—. Es en este edificio donde Juan Guzmán tomó la fotografía que dio notoriedad a Marina Ginestà. Esta se empleó como mecanógrafa del Comité Militar del PSUC —su hermano Albert se unió a la columna Trueba-Del Barrio y partió hacia el frente de Aragón—. En palabras de Teresa Pàmies, también militante de las JSUC y posteriormente dirigente del PSUC, si Ginestà no llegó a formar parte de la dirección de las JSUC no fue por falta de valía, sino porque prefirió el trabajo en el frente a quedarse en la retaguardia.
Tras la llegada a primeros de agosto a Barcelona de Mijaíl Koltsov —corresponsal del diario soviético Pravda y, según muchos autores, agente de Stalin en España—, Miquel Valdés, secretario de Organización del PSUC, asignó a Ginestà como intérprete de Koltsov, que hablaba fluidamente francés. Con él asistió Ginestà a la entrevista con el dirigente anarquista Buenaventura Durruti, que se celebró en Bujaraloz (Zaragoza), en el frente aragonés el 14 de agosto —varias fotografías de Guzmán muestran a Ginesta, identificada erróneamente como "Jinesta" junto a Koltsov durante el encuentro con el líder anarquista—. Según Ginestà, entrevistada en 2008, el tono de la entrevista fue crítico con Stalin y este hecho habría sido la causa de la muerte de ambos —Durruti murió en circunstancias no aclaradas en noviembre, en Madrid, durante el cerco a la ciudad; Koltsov fue llamado a Moscú en 1937, denunciado durante la Gran Purga en 1938 y ejecutado en 1940—. En la obra que publicó sobre la guerra civil antes de su caída en desgracia, Diario de la guerra de España, Koltsov citó a Ginestà («Marina Ginesta, callada, atenta, con los cabellos cortados a lo chico, combatiente en las barricadas de la plaza de Colón, concienzuda mecanógrafa y traductora») como uno de los ejemplos de emancipación de la mujer española («la auténtica mujer española que ha descubierto, siguiendo a Dolores Ibárruri, en la hora difícil de la lucha del pueblo, su verdadera imagen, firme y enternecedora»). Tras volar a Madrid desde Barcelona, a mediados de agosto, Koltsov no volvió a hablar de Marina Ginestà.
Existen discrepancias acerca de si Ginestà entró en combate durante la Guerra Civil o no. Según la narración de Koltsov, Marina Ginestà le habría contado como ella, junto con su hermano Albert y un amigo común, pertenecientes los tres a las juventudes comunistas, «tomaron el fusil» al producirse la sublevación militar y se apostaron en las barricadas de la plaza de Colón —no existe plaza de Colón en Barcelona; podría tratarse de la plaza de Cataluña, junto al Hotel Colón, o de la plaza donde se encuentra el monumento a Colón, al final de La Rambla—. Allí, su amigo resultó muerto en los combates. Xulio García Bilbao señala sin embargo que el amigo al que Marina se refería, Pere Plá, murió de un tiro en la cabeza, mientras combatía con Albert, sin que Marina estuviese presente. En el resto de sus memorias, Koltsov describe como Ginestà, durante sus labores como intérprete, no se separaba de un pesado y antiguo fusil. Sin embargo, la propia Ginestà manifestó en varias entrevistas antes de su muerte que, salvo en las fotografías que Guzmán le hizo el 21 de julio de 1936, no tomó nunca un arma. Por otra parte, el periódico comunista Mujeres publicó en mayo de 1937 un artículo en el que elogiaba la valentía y disciplina de seis milicianas, entre las que citaba a Ginestá, de la cual se decía que participaba en combate.
Marina Ginestà apareció también en el testimonio de otro de los testigos de la Guerra Civil Española: Pablo de la Torriente Brau, escritor, periodista y revolucionario cubano que llegó a España en septiembre de 1936, como corresponsal de la revista estadounidense New Masses y el órgano del Partido Comunista Mexicano El Machete, se unió al ejército republicano y murió en el frente de Madrid, en Majadahonda, el 18 de diciembre del mismo año. Entre el 10 de septiembre y el 21 de noviembre de 1936, De la Torriente Brau escribió catorce crónicas periodísticas. Una de ellas, sin fecha, fue «Cuatro muchachas en el frente», en la que recoge los testimonios de cuatro jóvenes: Libertad Picornell, de 16 años; Soledad Soler y Marina Ginestá, de 15 y 17 años respectivamente —a las que había entrevistado a su paso por Barcelona, al inicio de su estancia en España—, y Maruja, de 18, a la que entrevistó en Buitrago de Lozoya.. La crónica se publicó inicialmente en Peleando con los milicianos (México, 1938) y posteriormente en Cartas y crónicas de España (La Habana, 1999).. El texto, dedicado simbólicamente a todas las mujeres que combatían contra el fascismo en España, muestra el estupor del autor al encontrarse a cuatro mujeres muy jóvenes combatiendo como sus compañeros varones de la misma edad y mostrándose con la sabiduría de personas maduras. En su semblanza, en la que describió físicamente a Marina de forma correcta, exagera su papel en los primeros días de la Guerra Civil en Barcelona.
Durante su periodo como periodista en la retaguardia, Marina definió su labor de la siguiente forma: «Éramos periodistas y nuestra profesión era que no decayera nunca la moral, difundíamos el lema de Juan Negrín 'con pan o sin pan, resistir'. Y nos lo creíamos». A finales de 1938 era redactora en el periódico comunista Verdad, en Valencia, el cual apoyaba firmemente la política de resistencia a ultranza del presidente del Consejo de Ministros, Negrín. El entusiasmo de lucha y victoria quedó reflejado en sus palabras, en una entrevista realizada en el año 2008 por la agencia EFE:

La juventud, las ganas de ganar, las consignas... yo me las tomaba en serio. Creía que si resistíamos ganábamos. Teníamos la sensación de que la razón estaba con nosotros y que acabaríamos ganando la guerra, nunca pensamos que acabaríamos nuestras vidas en el extranjero .../... La decepción de la derrota, el recuerdo "de los compañeros que se quedaban atrás, muchos de ellos fusilados", se mezclaba entonces con el sueño de que las democracias europeas vencieran al fascismo en la recién iniciada Guerra Mundial.

### Exilio
El final de la contienda la alcanzó en el puerto de Alicante, y fue recluida en un campo de concentración. Tras unas semanas de encarcelamiento, fue liberada, al no encontrarse en ninguna lista de personas que debieran ser juzgadas. Se asentó junto con su novio, un joven comisario político, en un pueblo cercano a la frontera francesa. En mayo decidieron huir a Francia. En el paso de los Pirineos, aún nevados, su novio, herido, no pudo seguir. Marina trató de buscar ayuda en un pueblo cercano, ya al otro lado de la frontera, pero se cayó por un barranco y se rompió la muñeca izquierda, por lo que no pudo volver en ayuda de su compañero. En el pueblo, simuló ser francesa. Una patrulla de gendarmes encontró el cadáver del compañero de Marina y lo enterró allí mismo. Con la muñeca rota, Marina logró llegar a Montpellier, donde recibió tratamiento. Pocos días después Ginestà se reencontró con sus padres. Su familia estuvo internada en los campos de Argelès-sur-Mer y Agde. Al ser ocupada Francia por los nazis abandonó Europa con su familia rumbo a México. Sin embargo, su destino final fue la República Dominicana, en donde vivió con su compañero, Manuel Periáñez, que había sido oficial de milicias del Ejército Republicano durante la guerra —en una brigada mixta, la 181.ª—, y al que conoció en el viaje. Con él tuvo un hijo, también llamado Manuel, en 1940. En 1946 se vio obligada a abandonar el país debido a la persecución del dictador Rafael Trujillo contra los republicanos españoles —su hermano Alberto se había trasladado a Venezuela en 1944—.
Desde la República Dominicana, Marina y sus padres se trasladaron a Venezuela, a donde su hermano Alberto había emigrado hacía dos años —tanto su hermano como sus padres adquirieron la nacionalidad venezolana y permanecieron en el país sudamericano hasta su muerte—. En 1949 se separó de su compañero y se trasladó a Francia. Allí vivió con su hijo, primero en Prades, donde se relacionó con un círculo de exiliados entre los que se encontraba Pau Casals, y luego en los alrededores de París, en Nogent-sur-Marne. En 1951 se casó con un diplomático belga, Charles o Carl Werck, con el que vivió en Bruselas y desde 1953 en La Haya; tuvieron una hija en 1954, Isabelle. Para entonces, se había desilusionado del comunismo.
Marina siguió a su esposo en sus destinos en Quito (Ecuador), Londres (Reino Unido) y Nueva Orleans (Estados Unidos). Entre 1972 y 1976, Charles Werck fue cónsul general de Bélgica en Barcelona, durante la agonía del régimen franquista. Durante sus años de residencia en Barcelona, en 1976, Marina Ginestà publicó en catalán la novela Els antipodes (editorial Dopesa, ISBN 84-7235-272-2), que fue finalista del Premio Joan Estelrich de 1976 y obtuvo el Premio Fastenrath de 1977 en los Juegos Florales de Barcelona. La novela, dedicada a Jesús de Galíndez —del que, tras ser secuestrado en Nueva York en 1956 por sicarios de Trujillo, nunca más se volvió a saber—, cuenta la historia de dos exiliados catalanes en una isla del Caribe durante la Segunda Guerra Mundial, su angustia y sus ansias de regreso. En 1977 obtuvo también, dentro de los Juegos Florales de la Lengua Catalana en el exilio, fallados en Múnich el premio Salvador Seguí por la novela Els precursors, también en catalán.
Desde allí volvió a Bruselas y más tarde a París, donde permaneció unos cuarenta años, hasta su muerte el 6 de enero de 2014, a los 94 años. Su hermano Albert había muerto en Venezuela en noviembre de 2007.

## La fotografía de Hans Gutmann (Juan Guzmán)

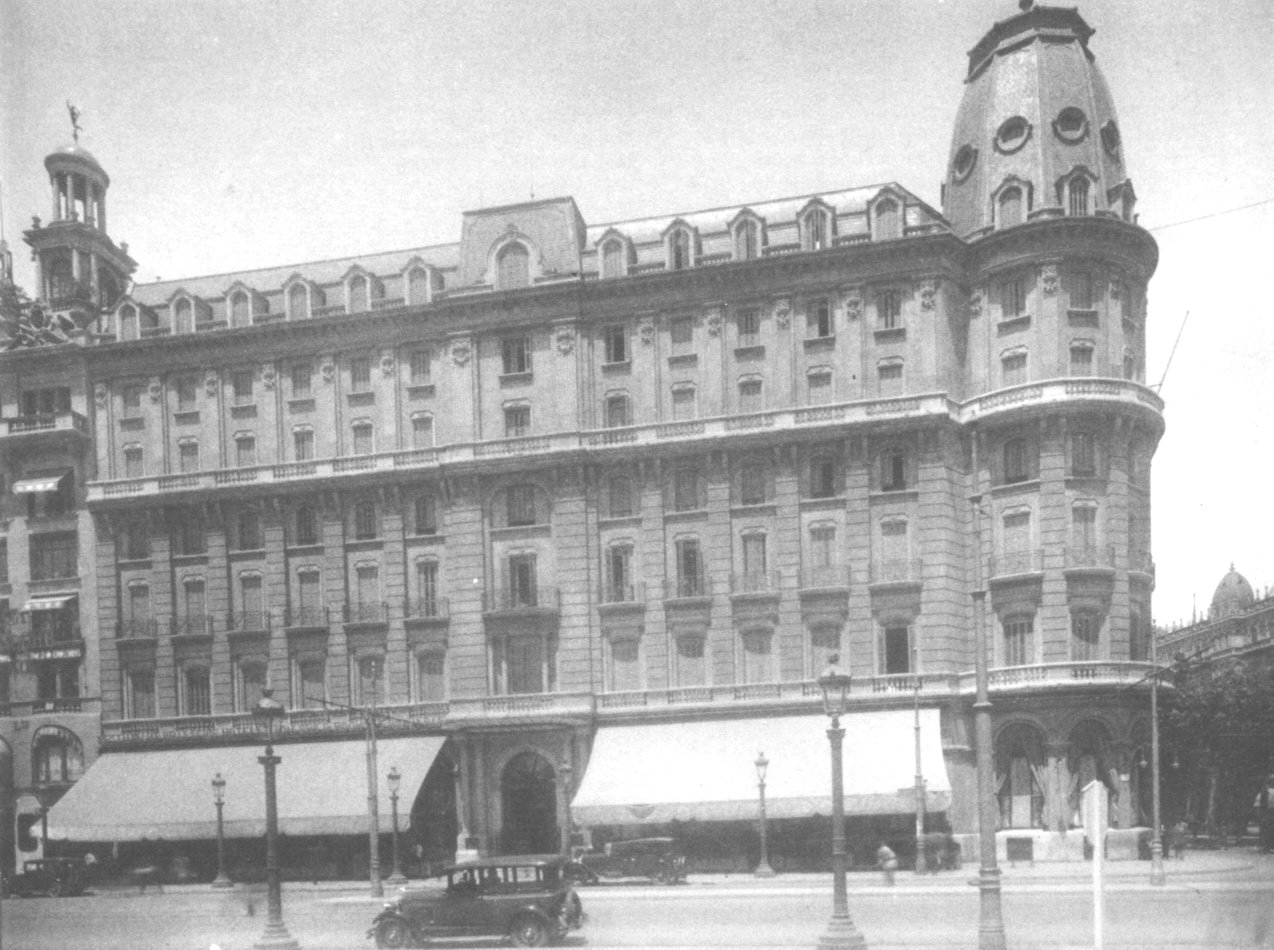
Hotel Colón de Barcelona en 1916. En su azotea se tomó la icónica fotografía que mostraba a Marina Ginestà.

El 19 de julio de 1936, durante la fallida sublevación en Barcelona, unidades militares llegadas a la plaza de Cataluña se atrincheraron en el Hotel Colón. Tras su rendición ese mismo día, solo el personal permaneció en el hotel —los clientes, extranjeros la mayor parte, habían abandonado el establecimiento—, del cual se incautaron las JSUC. Allí se estableció un centro de reclutamiento y posteriormente la sede del PSUC. Tal como narró Ginestà en una entrevista con TVE, durante los primeros días, los nuevos ocupantes del edificio vivieron «de una manera burguesa» en el hotel hasta que se acabaron las provisiones. Hasta dicho hotel acudió Hans Gutmann, un fotógrafo comunista alemán que había llegado a Barcelona para cubrir la Olimpiada Popular y que había castellanizado su nombre a Juan Guzmán. Al estallar la sublevación, decidió quedarse en España.
Como militante comunista, Guzmán tenía fácil acceso al hotel Colón. Allí retrató a los escritores Georges Soria y Ludwig Renn. En el momento en el que se tomó la foto de Ginestà, el 21 de julio, tenía 17 años. Nunca había tenido un fusil en sus manos —tal como señaló Ginestà, «a los 17 años no estaba en condición de hacer la guerra»— y el único disparo que había realizado lo hizo por accidente unas horas antes de la foto en la plaza de Cataluña, con el Remington de una amiga —lo que le costó un bofetón del miliciano al que casi alcanza con el disparo—. Fue el propio Guzmán el que le ofreció un fusil para que posara —el mismo fusil aparece en otra foto realizada por Guzmán en el mismo hotel Colón, al escritor Ludwig Renn, que posó ataviado con un gorro ruso—. De hecho, le dijeron que tenía que devolverlo una vez que se hubiesen tomado las fotos. Guzmán realizó veinte fotografías con su Leica, para las que usó una película de 35 mm de alta calidad, Agfa Pankine, usada habitualmente en el cine, y que proporcionaba una muy alta latitud y excelente calidad de emulsión.
En la instantánea Ginestà aparecía con el pelo corto, mono de miliciano, fusil al hombro y mirada desafiante. El pie de foto original que dejó Gutmann fue «Barcelona, 21 de julio de 1936. La miliciana Marina Jinesta, miembro de la juventud comunista, posa en la terraza del hotel Colón, donde se ha establecido una oficina de alistamiento de milicianos». En palabras de la propia Ginestà: «Es una buena foto, refleja el sentimiento que teníamos en aquel momento [..] Dicen que en la foto tengo una mirada arrebatadora. Es posible, porque convivíamos con la mística de la revolución del proletariado y las imágenes de Hollywood, de Greta Garbo y Gary Cooper». En otra entrevista, realizada para el libro Fanny Schoonheyt —que recoge la semblanza de la miliciana antifascista holandesa Fanny Schoonheyt, que combatió en la Guerra Civil Española—, Ginestà comentó, respecto al arma que portaba, que la foto era «pura propaganda». También que «nunca he tenido un arma en mis manos. Bueno, solo cuando hice la fotografía». También contó como durante la guerra se encontraban viviendo una especie de mundo dual: «Por un lado, nos cautivaba la Unión Soviética [..] Pero, por otro, éramos jóvenes en una ciudad entonces bastante moderna como Barcelona, cautivados por el Hollwyood de ese nuevo mundo del cine. Desde Greta Garbo y Jean Harlow, personalmente me quedé fascinada con Gary Cooper. Fuimos a todos los westerns que se proyectaron en Barcelona. Las estrellas de cine eran para nosotros tan héroes como Lenin y Stalin».
Ginestà no conoció la existencia de la foto hasta pocos años antes de su muerte —se desconoce si la foto fue publicada durante la guerra—.En abril de 1987, la Agencia EFE había adquirido todo el archivo de Juan Guzmán sobre la Guerra Civil Española a su viuda, Teresa Miranda. Se trataba de unos 3000 negativos, que correspondián a fotos tomadas en la zona republicana, fundamentalmente en los frentes de Cataluña, Aragón y Madrid,desde la primavera de 1936 al otoño de 1938.Durante su estancia en España, además de reflejar la vida cotidiana en los frentes y en la retaguardia, realizó también retratos, de una gran calidad. Al lado de personalidades relevantes, como Koltsov, Ludwig Renn, el Campesino, Durruti o Líster, también fotografió a personajes anónimos, a los que habitualmente Guzmán no ponía nombre. El caso de Ginestà —la serie de veinte fotogramas en los que aparecía en la terraza del Hotel Colón— es la única excepción. Sin embargo, la foto permaneció sin más información que su título en los archivos de la agencia. En 2002 se utilizó para ilustrar la portada del libro Trece rosas rojas, escrito por el periodista Carlos López Fonseca, en el que narraba los últimos días de las Trece Rosas. Ese mismo año apareció también en el libro Imágenes inéditas de la Guerra Civil, una selección de fotografías del archivo de la Agencia EFE nunca publicadas hasta entonces, con introducción de Stanley G. Payne.
En 2006, un documentalista de EFE, Xulio García Bilbao, logró descubrir la identidad de la miliciana tras analizar el Diario de la guerra de España, de Koltsov, e investigar en el Archivo de la Guerra Civil Española de Salamanca. Fue García Bilbao quien en 2008 localizó y se puso en contacto con Ginestà, la cual tenía entonces 89 años de edad y vivía en París. En el encuentro, Ginestà volvió a posar, para el fotógrafo Boris Zabiensky, con algunas de las fotos históricas de Guzmán en las manos. En 2009, la foto de Ginestà fue la imagen de apertura de la exposición «De la guerra civil española a la II Guerra Mundial», que se celebró en Berlín y exploraba las relaciones entre Alemania y España durante ambos conflictos. En ella se exhibían más de cien fotografías del archivo de la Agencia EFE. Una de las fotos de Zabiensky, con Ginestà en el balcón de su casa de París mostrando la icónica foto de julio de 1936, era la primera imagen del recorrido de la exposición. Ese año, el hijo de Ginestà, Manuel Periáñez, donó una colección de fotografías de la Guerra Civil y del exilio republicano en Francia perteneciente a sus padres a la Agencia EFE.